# Cantacuceno
La Casa de Cantacuceno (en griego: Καντακουζηνός), fue una de las más importantes familias nobles del Imperio bizantino en los últimos siglos de su existencia. La familia fue una de las más ricas del Imperio y proporcionaron varios gobernadores y generales importantes, así como dos emperadores bizantinos. Los Cantacucenos se casaron extensamente con otras familias nobles bizantinas y búlgaras como los Paleólogos, los Filantropenos, los Asen, y los Tarcaniotas. La forma femenina del nombre es Cantacucena (en griego: Καντακουζηνή).
El apellido de la familia deriva de la localidad de Kouzenas cerca de Esmirna. Aparecen por primera vez durante el reinado de Alejo I Comneno, cuando un miembro de la familia hizo campaña contra los cumanos. En el período Comneno, los miembros de la familia son registrados como oficiales militares: el sebastos Juan Cantacuceno fue asesinado en la Batalla de Miriocéfalo, mientras que su probable nieto, el césar Juan Cantacuceno, se casó con Irene Angelina, la hermana de Isaac II Ángelo. En el momento de la Cuarta Cruzada, los Cantacucenos se encontraban entre los más grandes terratenientes del Imperio. 
Siguieron prominentes en el período Paleólogo. Miguel Cantacuceno fue nombrado gobernador de Morea en 1308 y su hijo, Juan VI Cantacuceno, llegó a ser gran domestico, regente, y finalmente emperador (1341-1354) antes de renunciar y retirarse a un monasterio, después de una fallida guerra civil. El hijo mayor de Juan VI Mateo también reinó como su coemperador y como un pretendiente (1353-1357) antes de ser capturado y obligado a renunciar también. El hijo más joven de Juan VI Manuel Cantacuceno permaneció como déspota de Morea desde 1349 hasta 1380. Las hijas de Juan VI, Helena Cantacucena se casó con el rival de Juan VI y Mateo Juan V Paleólogo (1341-1391), María se casó con Nicéforo II Orsini de Epiro, y Teodora se casó con el bey otomano Orhan I.
Dos hijos de Mateo, Juan y Demetrio, gobernaron brevemente en Morea. Juan murió sin descendencia. Los posibles descendientes de Demetrio (el parentesco exacto es incierto) fueron Jorge, llamado «Sachatai»; Andrónico, el último gran domestico del Imperio bizantino; Irene, que se casó con Đurađ Branković; Tomás, que sirvió en la corte de Branković; Helena, que se convirtió en la segunda esposa de David de Trebisonda; y una hija anónima, que puede haberse convertido en reina de Georgia.